# Angelica ubatakensis
Angelica ubatakensis là một loài thực vật có hoa trong họ Hoa tán. Loài này được (Makino) Kitag. mô tả khoa học đầu tiên năm 1937.